# Borough de Londres
Pour les articles homonymes, voir Borough (homonymie).
 (signalé en juillet 2025).
Si vous disposez d'ouvrages ou d'articles de référence ou si vous connaissez des sites web de qualité traitant du thème abordé ici, merci de compléter l'article en donnant les références utiles à sa vérifiabilité et en les liant à la section « Notes et références ».
- Archive Wikiwix
- Bing
- Cairn
- DuckDuckGo
- E. Universalis
- Gallica
- Google
- G. Books
- G. News
- G. Scholar
- Persée
- Qwant
- (zh) Baidu
- (ru) Yandex
- (wd) trouver des œuvres sur Wikidata

Un borough (ou arrondissement) de Londres (en anglais : London Borough) est une subdivision administrative de la région du Grand Londres (Greater London), elle-même une des neuf régions d'Angleterre. Les boroughs, au nombre de trente-deux, sont administrés par des conseils de borough (London Borough Council), chargés notamment de l'éducation, des services sociaux, de la collecte des déchets et de l'entretien des routes.
La trente-troisième subdivision administrative, la Cité de Londres (City of London), centre originel de l'agglomération, possède pour des raisons historiques un conseil local ad hoc, la Corporation de la Cité de Londres (City of London Corporation), doté de pouvoirs plus étendus que les conseils de borough. Parmi les 32 boroughs se distinguent, selon leur proximité du centre, douze appartenant au Inner London (« Londres central ») et vingt à l’Outer London (« Londres périphérique »).

## Géographie

### Citiesetboroughs
Le système administratif anglais n'étant pas totalement unifié, le Grand Londres est composé de :
- la Cité de Londres (City of London), couramment appelée « la City » (« The City »), cœur historique de Londres et pôle financier mondial ;
- 32 London boroughs (boroughs de Londres), dont trois Royal boroughs (boroughs royaux de Kensington et Chelsea, Kingston upon Thames et Greenwich) et une cité (Cité de Westminster).

Le titre honorifique de cité est donc porté par deux des subdivisions du Grand Londres.

### Inner LondonetOuter London
La Cité de Londres est le centre originel de l'agglomération, remontant à l'époque romaine de Londinium.
Avant 1965, la Cité de Londres, la Cité de Westminster et onze boroughs constituent le comté de Londres. En 1965, vingt autres boroughs, historiquement dans le Middlesex, le Surrey, l'Essex, le Kent et le Hertfordshire, sont ajoutés pour former le Grand Londres ; l'ancien comté de Londres est devenu Inner London, les 20 boroughs ajoutés Outer London.
La classification statistique actuelle, par l'Office for National Statistics et Eurostat NUTS, inclut dans Inner London les anciens boroughs extérieurs de Newham et de Haringey, mais en retire le borough de Greenwich. Parallèlement, la zone postale de Londres ne recouvre pas entièrement le Grand Londres.